# Thái Bình
Thái Bình (en vietnamita Tỉnh Thái Bình) és una de les províncies que conformen l'organització territorial de la República Socialista del Vietnam. La capital és la ciutat homònima de Thái Bình, amb 48.094 habitants segons l'estimació del 2010.
La província de Thái Bình se situa a la regió del Delta del riu Vermell (Đồng Bằng Sông Hồng), vora el golf de Tonquín. Té una extensió de 1.545,4 quilòmetres quadrats i una població d'1.780.954 persones (2009), amb una densitat de 1.155 habitants per quilòmetre quadrat.
El nom vietnamita Thái Bình significa literalment 'la gran pau' i deriva del nom de l'oceà Pacífic en aquesta llengua: Thái Bình Dương.

## Subdivisió administrativa
La província es divideix en una ciutat (Thái Bình) i set districtes:
- Ðông Hưng
- Hưng Hà
- Kiến Xương
- Quỳnh Phụ
- Thái Thụy
- Tiền Hải
- Vũ Thư